# Porcellio grandeus
Porcellio grandeus är en kräftdjursart som beskrevs av Stanley B. Mulaik 1943. Porcellio grandeus ingår i släktet Porcellio och familjen Porcellionidae. Inga underarter finns listade i Catalogue of Life.